# Giovanni Zarrella
Giovanni Zarrella (ur. 4 marca 1978 w Hechingen) – niemiecko–włoski piosenkarz i prezenter telewizyjny.

## Życiorys
Urodził się jako pierwsze dziecko Clementiny i Bruno Zarrelli. Podobnie jak jego siostra Maria i brat Stefano (ur. 9 grudnia 1990), dorastał dwujęzycznie, niemiecko–włosko. W młodym wieku pobierał lekcje gry na pianinie i organach, a w wieku 15 lat pobierał lekcje śpiewu. Na początku lat 90. mieszkał z rodziną we Włoszech. W wieku 16 lat założył swój pierwszy zespół Brotherhood. W 1995 uzyskał świadectwo ukończenia szkoły średniej w szkole realnej w Liceum Hechingen. Po uzyskaniu kwalifikacji wstępnej do technikum odbył aplikację na stanowisko specjalisty ds. systemów informatycznych. Następnie przeniósł się do działu sprzedaży w Hugo Boss.
W październiku 2001 Zarrella wziął udział w castingu do programu Popstars w Stuttgarcie wraz z ok. 1700 innymi kandydatami. Jury udało mu się przekonać utworem „How Deep Is Your Love” zespołu Bee Gees. Podczas ponownego zaproszenia odniósł sukces z „You Remind Me” Ushera i został przetestowany pod kątem swoich umiejętności zespołowych podczas ponownego zaproszenia z „Way to Mars” Somersault i Xaviera Naidoo. Od 2001 do 2006 był piosenkarzem niemieckiej grupy popowej Bro’Sis. 
W kwietniu 2005 wziął udział w programie telewizyjnym RTL Teufels Küche, który opuścił wcześniej z powodu kontuzji. 30 sierpnia 2005 zawarł związek małżeński z brazylijską modelką Janą Iną, a ślub kościelny odbył się we wrześniu w kościele św. Mateusza w Bad Sobernheim. Ich syn Gabriel Bruno (ur. 23 września 2008) został piłkarzem obrońcą. Razem z żoną nakręcił serial dokumentalny Taff ProSieben Just married! – Frisch verheiratet!, który w dziesięciu odcinkach przedstawiał codzienne życie pary. 
W komedii romantycznej Miłosny galimatias (Frisch gepresst, 2012) z Tomem Wlaschihą, Dianą Amft i Alexandrem Beyerem wystąpił w roli Guiseppe’a, dostawcy pizzy. Wiosną 2017 był uczestnikiem programu Let’s Dance, odpadł z programu w dziewiątym odcinku, jednak powrócił do konkursu z powodu rezygnacji Heinricha Popowa.
Jesienią 2020 wraz z innymi artystami, w tym Thomasem Andersem, Oli.P-em, LaFee i Eloyem de Jongiem, wziął udział w projekcie muzycznym Hand in Hand All Stars, nagrywając w ramach niego cover piosenki „Hand in Hand” zespołu beFour, który wydano jako singel 6 listopada 2020.
Od 2021 Zarrella jest gospodarzem autorskiego programu ZDF Die Giovanni Zarrella Show. W 2023 był trenerem trzynastej edycji The Voice of Germany.

## Dyskografia
- Coming Up (2006)
- Musica (2008)
- Ancora Musica (2010)
- La vita è bella (2019)
- Ciao! (2021)
- Per sempre (2022)
- Per sempre (Edizione da capo) (2023)

## Nagrody
- 2019: Nagroda SWR4 – Rozrusznik roku w kategorii popowy debiutant roku[9]
- 2020: Die Eins der Besten – debiut roku
- 2020: smago! Award – przebojowy i genialny dzieciak roku[10][11]
- 2021: smago! Award – Nagroda za zrównoważony rozwój za długoterminowy sukces („La vita è bella”)[12]
- 2022: Deutscher Fernsehpreis w kategorii Najlepszy indywidualny występ/moderacja rozrywkowa dla The Giovanni Zarrella Show
- 2023: Bambi w kategorii rozrywka[13]